# Communauté rurale de Nguer Malal
La communauté rurale de Nguer Malal est une communauté rurale du Sénégal située au nord-ouest du pays. 
Elle fait partie de l'arrondissement de Keur Momar Sarr, du département de Louga et de la région de Louga.